# Маречек, Отакар
Отакар Маречек (чеш. Otakar Mareček; 14 июня 1943[…], Прага — 25 января 2020) — чехословацкий гребец, выступавший за сборную Чехословакии по академической гребле в 1963—1977 годах. Бронзовый призёр летних Олимпийских игр в Мюнхене, обладатель трёх бронзовых медалей чемпионатов Европы, многократный победитель первенств национального значения.

## Биография
Отакар Маречек родился 14 июня 1943 года в Праге.
Впервые заявил о себе в академической гребле на международном уровне в сезоне 1963 года, когда вошёл в состав чехословацкой национальной сборной и побывал на чемпионате Европы в Копенгагене, откуда привёз награду бронзового достоинства, выигранную в восьмёрках.
В 1965 году взял бронзу в распашных рулевых четвёрках на чемпионате Европы в Дуйсбурге.
Благодаря череде удачных выступлений удостоился права защищать честь страны на летних Олимпийских играх 1968 года в Мехико — здесь в программе восьмёрок финишировал в финале пятым.
В 1971 году показал шестой результат в рулевых четвёрках на чемпионате Европы в Копенгагене.
Находясь в числе лидеров чехословацкой команды, благополучно прошёл отбор на Олимпийские игры 1972 года в Мюнхене — в составе распашного четырёхместного экипажа, куда также вошли гребцы Карел Неффе, Владимир Янош, Франтишек Провазник и рулевой Владимир Петршичек, в решающем финальном заезде финишировал третьим позади команд из ФРГ и ГДР, завоевав тем самым бронзовую олимпийскую медаль.
После мюнхенской Олимпиады Маречек оставался действующим спортсменом ещё в течение одного олимпийского цикла и продолжал принимать участие в крупнейших международных регатах. Так, в 1973 году он выиграл бронзовую медаль в распашных четвёрках с рулевым на чемпионате Европы в Москве.
В 1975 году в той же дисциплине стал пятым на чемпионате мира в Ноттингеме.
В 1976 году стартовал на Олимпийских играх в Монреале — на сей раз занял в главном финале четвёртое место, до призовой позиции ему не хватило около трёх секунд.
Один из последних значимых результатов на международной арене показал в сезоне 1977 года, когда в рулевых четвёрках финишировал пятым на чемпионате мира в Амстердаме.
Впоследствии проявил себя как спортивный администратор, в 1988—1996 годах возглавлял Чешский гребной союз, являлся членом Олимпийского комитета Чехии.
Умер 25 января 2020 года в возрасте 76 лет.